# François Delecour
François Delecour (Hazebrouck, 1962. augusztus 30. –) francia autóversenyző, négyszeres rali-világbajnoki futamgyőztes.

## Pályafutása
1984 és 2002 között vett részt a rali-világbajnokság futamain. Ez idő alatt kilencvenhat versenyen indult, tizenkilencszer állt dobogón, és négy versenyt nyert. Pályafutása során megfordult több gyári csapat alkalmazásában, ezek: Ford, Peugeot, Mitsubishi. Legelőkelőbb összetett világbajnoki helyezését az 1993-as szezonban érte el, amikor is a második helyen zárta az évet.

### Rali-világbajnoki győzelmei
| #  | Dátum              | Rali             | Navigátor        | Autó                    | Összefoglaló |
| -- | ------------------ | ---------------- | ---------------- | ----------------------- | ------------ |
| 1. | 1993. március 3-6  | Portugál rali    | Daniel Grataloup | Ford Escort RS Cosworth | Összefoglaló |
| 2. | 1993. május 2-4    | Korzika-rali     | Daniel Grataloup | Ford Escort RS Cosworth | Összefoglaló |
| 3. | 1993. november 2-4 | Katalán rali     | Daniel Grataloup | Ford Escort RS Cosworth | Összefoglaló |
| 4. | 1994. január 22-27 | Monte Carlo-rali | Daniel Grataloup | Ford Escort RS Cosworth | Összefoglaló |